# Єгоров Сергій Єгорович
Сергій Єгорович Єгоров (рос. Сергей Егорович Егоров; нар. 11 липня 1905 — пом. 3 липня 1959) — радянський державний і військовий діяч, генерал-майор. Начальник ГУЛАГу МВС СРСР (1954–1956). Один з основних організаторів придушення Кенгірського повстання політичних ув'язнених в червні 1954.

## Життєпис
Народився в 1905 році в Смоленській губернії. У 1924 вступив у комуністичну партію. З 1932 працював в Академії ім. Ворошилова. З 1937 помічник, заступник завідувача промисловим відділом ЦК ВКП(б). 
З 5 березня 1939 року заступник начальника ГУЛАГ. З 11 жовтня 1939 заступник начальника Дальбуду НКВС. З 12 березня 1945 начальник Спецметуправління та заступник начальника Головного управління таборів гірничо-металургійної промисловості НКВС СРСР. З 20 листопада 1946 заступник начальника Спеціального головного управління, з 3 березня 1948 одночасно начальник 6-го спецвідділу. З 16 квітня 1949 перший заступник начальника Головного управління з розвідки та експлуатації родовищ і будівництва підприємств кольорових і рідкісних металів у Красноярському краї МВС СРСР. З 5 жовтня 1954 по 4 квітня 1956 начальник ГУЛАГ. З 1956 заступник начальника Управління МВС по Московській області. З 4 лютого 1957 заступник начальника Московського округу ППО.
Похований на Новодівочому цвинтарі.